# Myles Connolly
Pour les articles homonymes, voir Connolly.
Myles Connolly est un écrivain, un scénariste et un producteur de cinéma américain né le 7 octobre 1897 dans le quartier de Roxbury à Boston (Massachusetts) et mort le 15 juillet 1964 à Santa Monica (Californie).

## Biographie
Myles Connolly fait ses études au Boston College à Chestnut Hill (Massachusetts), dont il sort diplômé en 1918. Après avoir servi dans la Navy à la fin de la Première Guerre mondiale, il travaille comme journaliste pour The Boston Post, ce qui lui donnera l'occasion d'être un des rares à avoir interviewé le Président Calvin Coolidge.
Joseph P. Kennedy le convainc de venir travailler à Hollywood dans son studio, FBO,, où il commence à travailler comme producteur sur le film The Very Idea (en) (1929) de Frank Craven et Richard Rosson. Après le rachat de FBO par RCA en 1930, Connolly devient aussi parfois scénariste.
En outre, Connolly publie des romans d'inspiration catholique, le plus connu étant sans doute Mr. Blue (publié en 1928 et souvent réédité depuis).

## Littérature
- 1928 : Mr. Blue
- 1950 : The Bump on Brannigan's Head
- 1951 : Dan England and the Noonday Devil
- 1953 : The Reason for Ann
- 1958 : Three Who Ventured

## Filmographie

### comme scénariste
- 1929 : L'Idylle de la radio (Jazz Heaven) de Melville W. Brown
- 1933 : The Right to Romance (en) de Alfred Santell
- 1933 : Face in the Sky (en) de Harry Lachman
- 1936 : Palm Springs de Aubrey Scotto
- 1937 : Idole d'un jour de Harry Lachman
- 1938 : Youth Takes a Fling (en) de Archie Mayo
- 1938 : Letter of Introduction (en) de John M. Stahl
- 1938 : Femmes délaissées  (Wives Under Suspicion) de James Whale
- 1939 : Monsieur Smith au Sénat de Frank Capra
- 1940 : Destins dans la nuit de Archie Mayo
- 1941 : Le Trésor de Tarzan de Richard Thorpe
- 1941 : L'Homme de la rue de Frank Capra
- 1941 : Maisie Was a Lady de Edwin L. Marin
- 1942 : Le Fruit vert (Between Us Girls) de Henry Koster
- 1942 : Les Aventures de Tarzan à New York de Richard Thorpe
- 1944 : Tendre symphonie de Henry Koster
- 1945 : The Strange Mr. Gregory de Phil Rosen
- 1946 : La Pluie qui chante de Richard Whorf
- 1946 : Du burlesque à l'opéra de Henry Koster
- 1947 : La Danse inachevée de Henry Koster
- 1948 : L'Enjeu de Frank Capra
- 1950 : Harvey de Henry Koster
- 1951 : Si l'on mariait papa de Frank Capra
- 1952 : Hans Christian Andersen et la Danseuse de Charles Vidor
- 1952 : My Son John de Leo McCarey

### comme producteur
- 1929 : L'Idylle de la radio (Jazz Heaven) de Melville W. Brown
- 1929 : The Very Idea de Richard Rosson et Frank Craven
- 1930 : Hook, Line and Sinker de Edward F. Cline
- 1930 : Half Shot at Sunrise de Paul Sloane
- 1930 : Danger Lights de George B. Seitz
- 1930 : He Knew Women (en) de Hugh Herbert
- 1930 : Second Wife (en) de Russell Mack
- 1931 : Consolation Marriage de Paul Sloane
- 1931 : The Sin Ship (en) de Louis Wolheim
- 1933 : The Right to Romance (en) de Alfred Santell
- 1934 : His Greatest Gamble (en) de John S. Robertson
- 1934 : Let's Try Again (en) de Worthington Miner
- 1936 : Second Wife (en) de Edward Killy
- 1937 : Life Begins with Love de Ray McCarey
- 1937 : Idole d'un jour de Harry Lachman
- 1937 : I Promise to Pay de D. Ross Lederman

## Nominations
- Oscars du cinéma 1946 : Nomination pour l'Oscar du meilleur scénario original (Tendre symphonie)